# Alpthal
Alpthal (toponimo tedesco) è un comune svizzero di 595 abitanti del Canton Svitto, nel distretto di Svitto.